# واکسن وبا
واکسن وبا در پیشگیری از وبا کاربرد دارد. این واکسن در شش ماه نخست نزدیک به ۸۵ درصد کارایی دارند درحالیکه در سال نخست کارایی آن‌ها به ۵۰ تا ۶۰ درصد می‌رسد. در سال دوم کارایی به کمتر از ۵۰ درصد کاهش می‌یابد. هنگامیکه بخش چشمگیری از جمعیت به مصونیت می‌رسند، افرادی که مصون نشده‌اند نیز از راه ایمنی گروهی (یا اجتماعی) ممکن است بهره برند.
سازمان بهداشت جهانی استفاده از این واکسن‌ها و دیگر ملاحظات را برای کسانی که در معرض خطر هستند، توصیه می‌کند. معمولاً دو یا سه دوز به صورت دهانی پیشنهاد می‌شود. نوع تزریقی این واکسن در برخی از نواحی جهان در دسترس است.
هر دو نوع واکسن عموماً بی مخاطره‌اند. پس از واکسیناسیون درد خفیف شکمی یا اسهال ممکن است رخ دهد. در بارداری و کسانی که کمبود ایمنی دارند نیز بی خطر است. این واکسن‌ها در بیش از ۶۰ کشور مجوز استفاده دارند. استفاده از آن‌ها در کشورهایی که این بیماری شایع است، مقرون به صرفه به نظر می‌رسد.
نخستین واکسن‌های ضد وبا در اواخر سدهٔ هجدهم میلادی برای مصرف انسانی تولید شدند که نخستین واکسن با استفاده گسترده بودند که در آزمایشگاه تولید شده بودند. در ایران نیز نوعی از واکسن وبا توسط دکتر آذر اندامی ساخته شد.